# Arzamas (littérature)
Pour les articles homonymes, voir Arzamas (homonymie).
Arzamas (en russe : Арзамас ou «Арзама́сское о́бщество безве́стных люде́й»: Société d'Arzamas des gens de peu)  est le nom d'un cercle fermé d'auteurs et de politiciens russes, entre 1815 et 1818. Ce cercle est composé de plusieurs poètes (Alexandre Pouchkine, Vassili Joukovski et Constantin Batiouchkov, Piotr Viazemski) et d'hommes politiques comme Sergueï Ouvarov, Dimitri Bloudov ou de futurs Décembristes, comme Nicolas Tourgueniev. Outre le cercle qui se réunit habituellement à Saint-Pétersbourg, certains membres se réunissent aussi à Moscou.
Les participants du cercle Arzanas ont suivi la voie tracée par Nikolaï Karamzine dans la modernisation du russe littéraire. Ils se sont opposés au courant conservateur, représenté par l'Amiral Alexandre Chichkov et aux Causeries des amoureux du nom russe (Беседы любителей русского слова, parfois désignées en français par le seul nom russe translittéré de Beseda).

## Contexte: débat entre Archaïsants et Novateurs
Dès les dernières années du XVIIIe siècle, l'une des questions principales des auteurs en russe est de développer une langue littéraire commune. En effet, la langue russe de l'époque est bigarrée : les dialectes populaires sont multiples. La langue de l'Église orthodoxe est archaïque, imprégnée de références au Slavon d'église. Il n'y a pas de langue soutenue qui soit compréhensible par tous. Les élites russes sont formés dans des langues étrangères que souvent ils parlent mieux que tel ou tel autre dialecte : 
« Mon père parlait la plupart du temps en français ; quand c'était en russe, il pensait tout de même en français », rapporte le Prince Waziemski. 
« J'ai connu une masse de Princes Troubetskoï, Dolgorouki, Galitsyne, Obolenski, Chtcherbatov, Wolkonski, Mestcherski - ils étaient innombrables - qui n'auraient pas su écrire deux lignes en russe. »
Dès le début du XIXe siècle, l'Amiral Chichkov regroupe des linguistes dans une association dénommée "Les Causeries des Amoureux du mot russe", puis à la très formelle Académie impériale de Russie, pour créer une langue littéraire. Mais les écrits qu'ils proposent sont imprégnés de slavon d'église pratiqué par l'Église orthodoxe, se révèlent trop savants et impossible à comprendre par la population russe.
Des auteurs comme le poète (puis historien) Nicolas M. Karamzine réagissent contre cette langue artificielle, imperméable à la grande majorité des Russes. Karamzine propose plutôt une langue simplifiée mais en y adaptant un nombre important de mots d'origine occidentale (beaucoup de français, mais aussi des mots italiens ou allemands). Deux courants se forment, le courant très structuré de Chichkov, autour de l'Académie et des Causeries, désormais qualifié par ses ennemis d'Archaïsant, et un courant informel de Novateurs, partisans des idées de Karamzine.

## Langue et littérature
Le linguiste soviétique Tynianov a étudié l'opposition entre Arzamas et les disciples de Chichkov, d'un point de vue formaliste. D'après lui, les membres d'Arzamas sont les Novateurs qui se sont constitués en cercle littéraire.
Au-delà du folklore lié à la tenue des réunions (aux comptes-rendus volontairement caricaturaux dans l'archaïsme des formulations), le rôle d'Arzarmas a surtout été de défendre la création collective de la langue littéraire russe. Ses participants se sont aussi ingéniés à ridiculiser et marginaliser la langue trop artificielle et trop élitiste proposée par Chichkov, ses Causeries et l'Académie russe. Cette association a aussi tenu un rôle important par le réunion régulière des auteurs qui s'y sont retrouvés.
Ultérieurement, Pouchkine prend ses distances avec Arzamas. Devenu un ami proche de Paul A. Katenine, il réalise une synthèse des écoles d'écritures initialement opposées.

## Politique
Sans élaborer un véritable programme politique, tous les partisans d'Arzamas, auteurs ou non, partagent une même sensibilité libérale et modérée. Ils se placent aussi dans l'opposition au Conseiller d'État Chichkov, dont la politique est conservatrice. L'amitié développée entre les différents membres de ce cercle joue un rôle dans la manière dont ils se soutiennent et s'aident à se placer à des postes de professeurs, de précepteurs, dans les ministères ou dans les diverses missions diplomatiques. Toutefois, il n'y a pas de structuration d'un programme, le seul brouillon connu n'a pas été suivi de publicité, encore moins de tentative d'application.

## Réunions d'Arzamas
Contrairement aux réunions très protocolaires des Causeries, celles d'Arzamas prend facilement l'air de blagues de potaches et d'étudiants, voire de bouffonnerie. Dans cette ambiance de dérision, les réunions parodient le formalisme de Chichkov, les rituels ecclésiastique et même les pratiques maçonniques. L'oie de la race d'Arzamas devient le symbole du mouvement, régulièrement servie à la table des convives de ce cercle.
Dès 1816, les Causeries de Chichkov ne se réunissent plus. Le cercle Arzamas s'affaiblit au fur et à mesure que ses membres se dispersent et cesse complètement de se réunir durant l'année 1818. Ultérieurement, les anciens membres d'Arzamas effectuent des choix politiques contraires : certains sont des Décembristes condamnés en 1825, d'autres des hauts fonctionnaires qui acceptent ou entérinent leurs condamnations. L'un des frères Tourguéniev explique à Bloudov :
« Je ne serrerai plus jamais la main de celui qui a signé l'arrêt de mort de mon frère, le faisant pleurer ».

## Origine du nom
Le cercle fondé par Joukovski et ses amis porte le nom d'une ville de la région de Nijni-Novgorod à la suite d'un pamphlet humoristique de Dimitri Bloudov dénommé "Une vision à l'auberge d'Arzamas, édité par la Société des Sciences de l'homme" (идение в арзамасском трактире, изданное обществом учёных людей).
Par ailleurs, en 1869, Arzamas est le lieu où Léon Tolstoï subit une terrible crise morale en 1869, sur la route de Penza : 
« Brusquement, ma vie s'arrêta… Je n'avais plus de désirs. Je savais qu'il n'y avait rien à désirer. La vérité est que la vie est absurde. J'étais arrivé à l'abîme et je voyais que, devant moi, il n'y avait rien que la mort. Moi, homme bien portant et heureux, je sentais que je ne pouvais plus vivre. » — Journal, septembre 1869.
Il reprend ces notes dans le cadre d'une Nouvelle, Les Mémoires d'un fou, en 1884.